# Циркачонок
Циркачонок — радянський художній фільм 1979 року, знятий на Кіностудії ім. М. Горького.

## Сюжет
Ця історія про події початку століття, про цирк, в якому виріс улюбленець трупи Альоша. Після того, як загинула мати — акробатка Марія-Луїза, його дитинство скінчилося. Революційні події вплинули на долю маленького цирку — і хлопчик залишився один. Але коли в його житті з'явився більшовик Степан Ратушний, Альоша знову став виступати в цирку.

## У ролях
- Михайло Кузнецов — Олексій Степанович Ратушний
- Мстислав Запашний — Олексій в дитинстві
- Валентин Гафт — Жорж
- Валентин Нікулін — Танті
- Долорес Запашна — Марія-Луїза, акробатка, мати Олексія
- Юрій Відманкін — Фон-Афон (Афоня Омельчук), власник цирку
- Ігор Косухін — Степан Ратушний
- Любов Омельченко — Лізавета
- Борис Руднєв — Сивий, штабс-капітан
- Валентин Кулик — лікар
- Анна Запашна — Клара
- Марія Капніст — мати Ратушного
- Борис Гітін — фельдфебель
- Олександр Кавалеров — музикант
- Володимир Шелестов — клоун
- Володимир Бичков — епізод
- Надія Самсонова — продавчиня яєць
- Сергій Плаксін — епізод
- Юрій Воронков — циркач
- Володимир Бурмістров — епізод
- Віктор Мінаєв — клоун
- Петро Толдонов — клоун
- Валерій Мусін — клоун
- Поліна Запашна — епізод
- Денис Запашний — епізод
- Борис Магаліф — епізод
- Олександр Сажин — епізод
- Лев Ідашкін — козак

## Знімальна група
- Режисери — Володимир Бичков, Веніамін Дорман
- Сценаристи — Євген Митько, Володимир Сосюра
- Оператор — Лев Рагозін
- Композитор — Євген Крилатов
- Художники — Володимир Постернак, Фелікс Ростоцький